# Luz-Saint-Sauveur
Luz-Saint-Sauveur (em gascão: Lus e Sent Sauvaire) é uma comuna francesa do departamento dos Altos Pirenéus, região de Occitânia. Tem 50,38 km². Em 2010 a comuna tinha 967 habitantes (densidade: 19,2 hab./km²). No passado chamada apenas Luz, o nome atual foi atribuído em 1962.

## Descrição
A sede da comuna, Luz, situa-se num vale montanhoso dos Pirenéus. A comuna foi constituída em 1823 através da união de Luz e Villenave, a que se juntaram outros lugarejos: Ayrues, antes dependente de Sassis, Sia e Trimbareilles, antes dependentes de Sazos e de Saussa e Héas, antes parte da comuna de Esquièze. Outra localidade da comuna é Astès. De certa forma, a estância termal de Saint Sauveur é ela própria uma pequena localidade.
A comuna é atravessada pelo gave (ribeira) de Gavarnie (nome do gave de Pau na região), pelo ribeiro Bastan e pela torrente do Yse. Luz ergue-se sobre o cone de acumulação de moreia levada pelo Yse, que se junta ao Bastan no meio da aldeia. Por sua vez, este junta-se ao gave de Gavarnie a noroeste da aldeia. O Bugarret, um afluente da margem direita do gave de Gavarnie também nasce na comuna.